# Xã Pomona, Quận Franklin, Kansas
Xã Pomona (tiếng Anh: Pomona Township) là một xã thuộc quận Franklin, tiểu bang Kansas, Hoa Kỳ. Năm 2010, dân số của xã này là 1.078 người.